# Rio Corâiu
O Rio Corâiu é um rio da Romênia, afluente do Bâsculiţa, localizado no distrito de Buzău.